# Magnolia virginiana
Magnolia virginiana este o specie de plante din genul Magnolia, familia Magnoliaceae, descrisă de Carl von Linné.

## Subspecii
Această specie cuprinde următoarele subspecii:
- M. v. oviedoae
- M. v. virginiana
- M. v. australis